# Coupe du monde de ski de vitesse 2013
Navigation
Édition précédente Édition suivante
La coupe du monde de ski de vitesse 2013 démarre le 28 février 2013 à Sun Peaks (Canada) au 18 avril 2013 à Verbier (Suisse). La compétition est mise en place par la fédération internationale de ski où six épreuves masculines et féminines déterminent le vainqueur du globe de cristal (récompense faite au vainqueur).

## Classement général
| Rang | Nom                  | Points |
| ---- | -------------------- | ------ |
| 1    | Simone Origone       | 540    |
| 2    | Ivan Origone         | 460    |
| 3    | Klaus Schrottshammer | 410    |
| 4    | Christian Jansson    | 272    |
| 5    | Jimmy Montes         | 173    |
| 6    | Ismaël Devènes       | 134    |
| 7    | Finn-Arne Stavik     | 108    |
| 8    | Kenneth Dale         | 105    |
| 9    | Nikolay Pimkin       | 95     |
| 10   | Daniel Persson       | 90     |

| Rang | Nom                    | Points |
| ---- | ---------------------- | ------ |
| 1    | Sanna Tidstrand        | 500    |
| 2    | Liss-Anne Pettersen    | 365    |
| 3    | Linda Baginski         | 310    |
| 4    | Hanna Matslofva        | 135    |
| 5    | Lisa Hovland-Udén      | 110    |
| 6    | Karine Dubouchet Revol | 60     |
| 7    | Jennifer Romano        | 45     |
| 8    | Tracie Sachs           | 36     |

## Calendrier

### Hommes
| Date          | Lieu                       | Vainqueur      | Deuxième             | Troisième            |
| 2 mars 2013   | Sun Peaks                  | Simone Origone | Klaus Schrottshammer | Kenneth Dale         |
| 3 mars 2013   | Sun Peaks                  | Ivan Origone   | Klaus Schrottshammer | Simone Origone       |
| 16 mars 2013  | Idrefjall                  | Simone Origone | Klaus Schrottshammer | Ivan Origone         |
| 17 mars 2013  | Idrefjall                  | Simone Origone | Ivan Origone         | Klaus Schrottshammer |
| 7 avril 2013  | Pas de la Case/Grandvalira | Ivan Origone   | Simone Origone       | Klaus Schrottshammer |
| 17 avril 2013 | Verbier                    | Simone Origone | Ivan Origone         | Simon Billy          |

### Femmes
| Date          | Lieu                       | Vainqueur       | Deuxième            | Troisième              |
| 2 mars 2013   | Sun Peaks                  | Sanna Tidstrand | Liss-Anne Pettersen | Linda Baginski         |
| 3 mars 2013   | Sun Peaks                  | Sanna Tidstrand | Liss-Anne Pettersen | Linda Baginski         |
| 16 mars 2013  | Idrefjall                  | Sanna Tidstrand | Liss-Anne Pettersen | Linda Baginski         |
| 17 mars 2013  | Idrefjall                  | Sanna Tidstrand | Linda Baginski      | Lisa Hovland-Udén      |
| 7 avril 2013  | Pas de la Case/Grandvalira | Sanna Tidstrand | Britta Backlund     | Valentina Greggio      |
| 17 avril 2013 | Verbier                    | Sanna Tidstrand | Liss-Anne Pettersen | Karine Dubouchet Revol |